# Зібрання постанов Уряду України
Зібрання постанов Уряду України — офіційне періодичне видання нормативних актів українських урядів протягом 1938—1996 рр.

## Історія
Засновано в серпні 1938 року на базі «Збірника законів та розпоряджень Робітничо-селянського уряду України» (з березня 1936 «Збірник законів та розпоряджень Робітничо-селянського уряду УСРР»; з початку 1937 (згідно Конституції) «Збірник законів і розпоряджень Робітничо-селянського уряду УРСР») як
 «Збірник постанов і розпоряджень уряду Української Радянської Соціалістичної Республіки» (з перервою) — видання Раднаркому УРСР.
Протягом 1938—1941 рр і 1945—1966 рр. видання здійснювалося українською мовою.
З 1946 року — видання Ради міністрів УРСР.
До травня 1957 р. видавалося двічі на місяць, згодом раз на місяць. У перші роки в збірнику друкувалися постанови та розпорядження РНК УРСР, спільні постанови ЦК КП(б)У та РНК УРСР, а також інструкції й накази наркоматів, міністерств і відомств.
З кінця 1966 р. по 1996 р. видавалося українською та російською мовами.
В 1960-80-х pp. друкувалися переважно урядові та спільні партійні та урядові постанови.
З 1978 р. має назву «Зібрання постанов уряду Української Радянської Соціалістичної Республіки». З вересня 1991 р. стає виданням Кабміну України під назвою «Зібрання постанов уряду України».
У 1990-х pp. друкувалися урядові постанови.
Припинило своє існування у зв'язку із започаткуванням 1997 р. «Офіційного вісника України».
Від початку 1998 р. почав виходити «Збірник урядових нормативних актів України».